# فرد گوس (بازیکن فوتبال)
فرد گوس (انگلیسی: Fred Goss; ۲۵ مهٔ ۱۹۱۴ – ۱۹۸۳ (۶۸−۶۹ سال)) بازیکن فوتبال بود.